# Alma (Michigan)
Alma és una ciutat situada al comtat de Gratiot en l'estat nord-americà de Michigan. En el Cens de 2010 tenia 9.383 habitants i una densitat poblacional de 595,17 persones per km².

## Geografia
Alma està situada en les coordenades 43° 22′ 48″ N, 84° 39′ 21″ O / 43.38000°N,84.65583°O 43° 22′ 48″ N, 84° 39′ 21″ O / 43.38000°N,84.65583°O 43° 22′ 48″ N, 84° 39′ 21″ O / 43.38000°N,84.65583°O, 43° 22′ 48″ N, 84° 39′ 21″ O / 43.38000°N,84.65583°O Segons l'Oficina del Cens dels Estats Units, té una superfície total de 15.77 km², de la qual 15.35 km² corresponen a terra ferma i (2.64%) 0.42 km² és aigua.[3]

## Demografia
Segons el cens de 2010, hi havia 9383 persones residint a Alma. La densitat de població era de 595,17 hab./km². Dels 9383 habitants, Alma estava compost pel 92.8% blancs, el 0.86% eren afroamericans, el 0.58% eren amerindis, el 0.76% eren asiàtics, el 0.02% eren illencs del Pacífic, el 2.78% eren d'altres races i el 2.21% pertanyien a dos o més races. Del total de la població el 8.13% eren hispans o llatins de qualsevol raça.

## Personatges reconeguts
- Betty Mahmoody (1945–) escriptora nord-americana i conferenciant coneguda pel seu llibre, Not Without My Daughter.
- Randall Ebright (1977) Baterista nord-americà i Músic Conegut per ser el bateria de la banda de Rock mexicana, Molotov.